# ネジレモ
ネジレモ(Vallisneria asiatica var. biwaensis)は、トチカガミ科セキショウモ属に分類される沈水性の水草。セキショウモの変種で、琵琶湖水系の固有変種である。アクアリウムで用いられることもあり、その際にはスクリュー・バリスネリアと呼称されることもある。

## 分布
琵琶湖水系の固有変種。湖沼や河川に生育している。また、アクアリウム用に栽培された個体が市場に出回っている。

## 形態、生態
多年生の沈水植物。葉は根生の線形葉で、全体的にセキショウモによく似るが、葉が全体的に螺旋状にねじれる。葉の長さは10-60cm、幅5-8mm。葉縁には全体的に鋸歯がみられる。
雌雄異株。繁殖様式はセキショウモに準じる。葉腋から匍匐茎を伸ばして無性的にも繁殖する。

## 利用
スクリュー・バリスネリアの名で、アクアリウムで利用されることがある。水温20-28度、中硬水を好み、育成は容易。